# Creu de Sant Pere

Creu de Sant Pere

La Creu de Sant Pere o creu invertida és una creu llatina invertida en sentit vertical simbolitzant la forma en què se suposa que fou crucificat l'apòstol Sant Pere a Roma vers l'any 64.
Tot i no haver estat totalment verificat històricament, s'ha acceptat el que en l'antiguitat es va escriure sobre aquest tema: Quan els romans van capturar a Sant Pere, el van portar a la muntanya per ser crucificat. Pere, al·legant que no era prou digne per morir com nostre senyor Jesucrist, va demanar ser crucificat a l'inrevés. Per aquesta raó fou crucificat de cap per avall, de manera que «la creu invertida és un símbol d'humilitat», tal com Orígens es diu, motiu pel qual la susdita creu apareix en la cadira del Sant Pare de Roma.